# Stalag 328

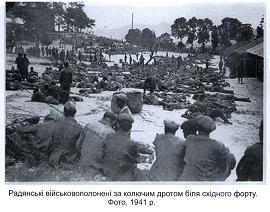
Sovjet-krijgsgevangenen achter prikkeldraad bij het oostelijke fort van de citadel van Lviv in 1941

Stalag 328 (Duits: Konzentrationslager der Standarte 328, Russisch: Шталаг 328) was van 1941 tot 1944 een Duits concentratiekamp in Lviv voor hoofdzakelijk Sovjet-krijgsgevangenen. Er werden gedurende deze periode 280.000 mensen gevangen gehouden, van wie er 140.000 stierven.
Stalag 328 was een strafkamp voor krijgsgevangenen in de citadel van Lviv. Vanaf eind 1942 was het een dependance van concentratiekamp Stalag 325 in Rava Roeska. 

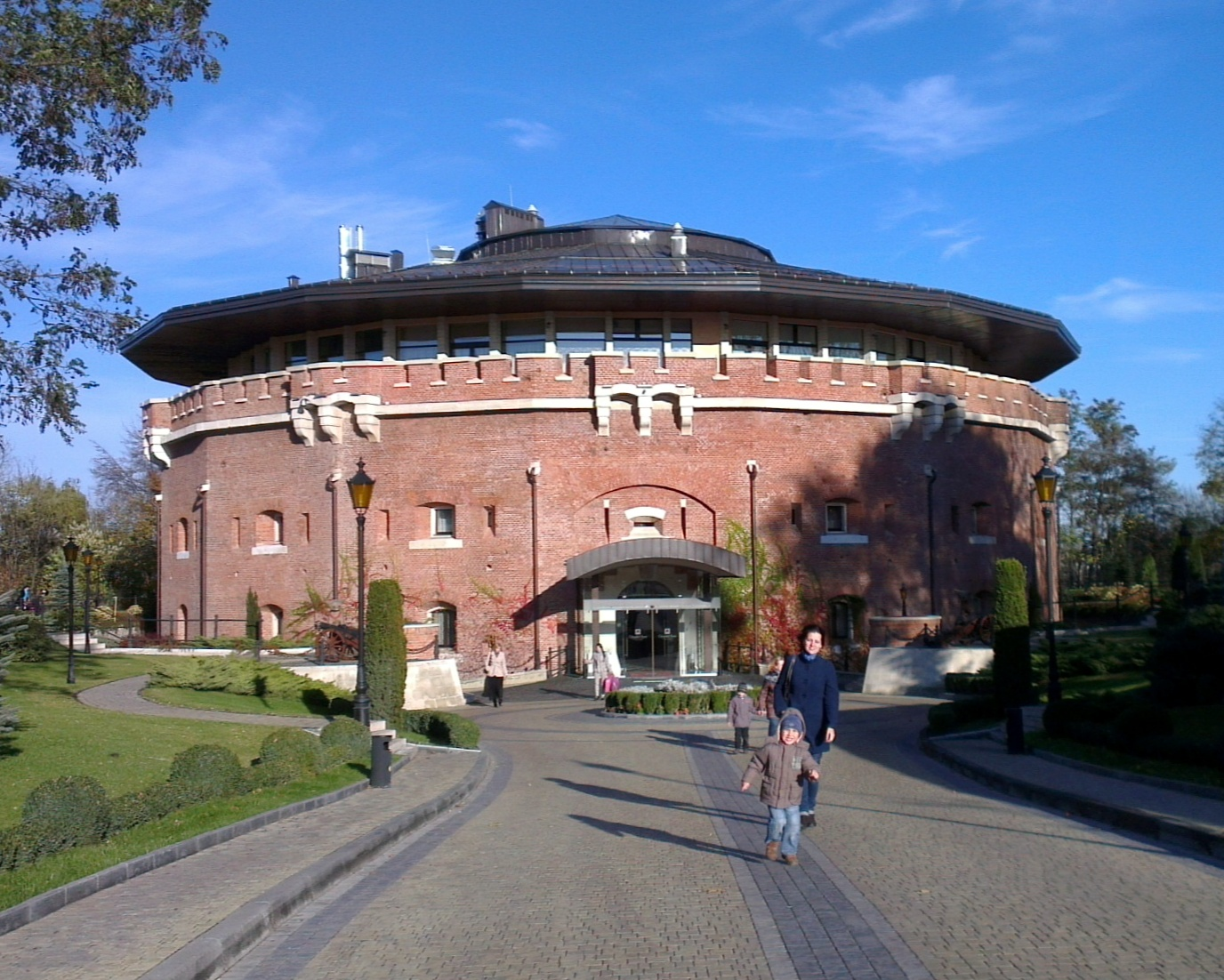
De tot 5-sterren hotel omgebouwde Dodentoren

De top van de citadel was omgeven door vier rijen prikkeldraad waartussen kampbewakers de wacht hielden. Buiten het fort bevonden zich 14 kleinere locaties, eveneens omgeven door prikkeldraad, waarbinnen de gevangenen in de open lucht werden bijeengehouden. Op een voormalig voetbalveld werden drie kazernes gebouwd. Op het kampterrein bevond zich de Grote Maximiliaantoren, de "Dodentoren" genoemd, waarin veel gevangenen werden doodgeschoten. Deze toren is in de 21ste eeuw omgetoverd tot een 5-sterrenhotel (de Citadel Inn).
Bij aankomst in het kamp werden de gevangenen onderworpen aan een screening waarbij onderscheid werd gemaakt tussen officieren, communisten, Komsomol-leden en joden. Er waren verschillende nationaliteiten vertegenwoordigd: aanvankelijk voornamelijk Oekraïners en Russen, maar later ook Franse en Belgische soldaten, verzetsstrijders en Italianen. Het kampdieet was bedoeld om gevangenen te verzwakken en een langzame dood te laten sterven. De Duitse bewakers dwongen de gevangenen om van 's ochtends vroeg tot 's avonds laat te werken.
Stalag 328 werd in juli 1944 bevrijd door het Rode Leger, nadat de Duitse troepen de stad Lviv hadden verlaten vanwege het tegenoffensief van het Rode Leger.